# Koppl
Koppl est une commune autrichienne du district de Salzbourg-Umgebung dans l'État de Salzbourg.

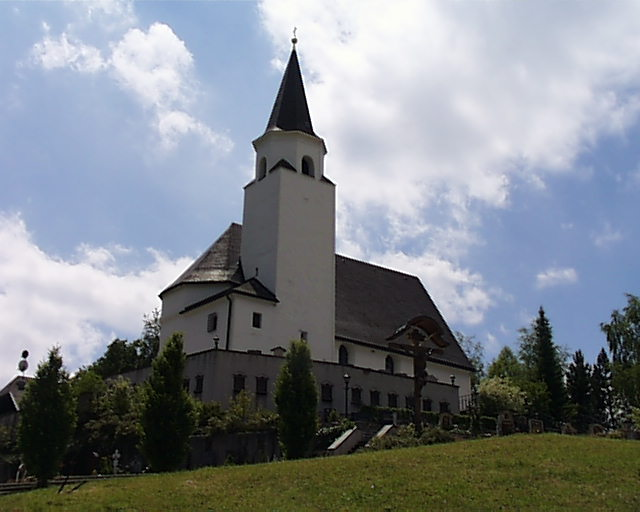
Église paroissiale